# Bintou Dramé
Pour les articles homonymes, voir Dramé.
Bintou Dramé dite Yakaré, née le 20 janvier 2004 à Bamako, est une joueuse malienne de basket-ball.

## Carrière

### Carrière en club
Bintou Dramé évolue au Djoliba Athletic Club au poste d'ailière.

### Carrière internationale
Après avoir remporté le Championnat d'Afrique féminin de basket-ball des moins de 18 ans 2022, Bintou Dramé participe à la Coupe du monde féminine de basket-ball des moins de 19 ans en 2023, terminant à la cinquième place.
Elle remporte la médaille d'or du tournoi féminin de basket-ball à trois aux Jeux africains de 2023 à Accra avec Awa Coulibaly, Kadidia Coulibaly et Fatoumata Sanou.

## Palmarès
- Médaille d'or en 3x3 aux Jeux africains de 2023
- Médaille d'or du Championnat d'Afrique féminin de basket-ball des moins de 18 ans 2022